# Regie ferriere di Stilo
(geografo frate Leandro Alberti, 1581)
Le Regie ferriere di Stilo (Herrerias de Stilo) furono delle ferriere realizzate all'inizio del XV secolo durante il Regno di Napoli nell'area boschiva del comune di Stilo lungo i torrenti: Stilaro, Ruggero e Mulinelle. Le ferriere erano direttamente gestite dal Tribunale della Sommaria approvvigionandosi del materiale ferroso dalle miniere di Pazzano e Campoli.

## Storia
La costituzione delle Regie ferriere di Stilo nasce dalla fallimentare gestione delle Ferriere Fieramosca. Le ferriere furono commissariate dal capitano Marino Castiello. Nel 1602 le ferriere producevano 1 500 quintali (1213 cantare) all'anno circa di prodotti (cannoni, granate...)
In località "chiesa vecchia" (Ferdinandea) vi erano le baracche e i magazzini in legno che grazie al finanziamento del governo richiesto dal commissario Cornelio furono ricostruiti in muratura. Il Commissario decise anche di costruire il palazzo delle Regie ferriere accanto alla chiesa gestita da don Marco Sotira.
Dal 1624 al 1630 l'ex commissario Cornelio diventa appaltatore delle ferriere, periodo in cui si importarono maestranze dal bresciano e da Venezia per migliorare la produzione.
Nel 1645 lo Stato napoletano acquisisce per 15 000 ducati alcune ferriere dalla duchessa d'Acri, erede di Cesare Fieramosca (fratello di Ettore Fieramosca).
Nel 1647 le ferriere di Mulinelle superiore e inferiore, d'Arca, della Murata e dell'Arme subirono atti di vandalismo e danneggiamento da parte delle maestranze locali e quindi rimasero inattive sino al 1650. Anche il palazzo delle ferriere fu danneggiato e alla chiesa rubarono la campana. Il governo decidette di affidare a "partitari" le Regie ferriere concedendo poteri militari e il potere di giustizia penale e civile, in pratica la carica di Regio Governatore del Casale di Pazzano in cambio della fornitura dei prodotti d'artiglieria.
Solo all'inizio del Settecento le ferriere ottengono un ruolo nazionale nella produzione di ferro. Dal 1731 furono acquisite dal partitario Giuseppe Lamberti per 5050 ducati l'anno. Assunse il ruolo di Governatore e Capitano di Guerra del casale di Pazzano. Per venti anni tentò di risanare le sorti delle ferriere ma Nicola Lamberti che fu nominato capitano delle ferriere dal fratello Giuseppe nel 1747 non riuscì a consegnare in tempo la quantità di manufatti richiesti dalla corte. Nel 1750 fu coinvolto anche il fratello Pietro per risanare i debiti ma non ce la fece e fuggì all'estero, probabilmente a Vienna. Nicola morì poco dopo. La corte affidò le ferriere a Costantino Cavallucci.
Dal 1758 la corte decise di non affidare più a privati le ferriere ma di nominare direttamente suoi fiduciari col titolo di "Amministratore generale delle Regie Ferriere". Il primo fu Giuseppe Palatini. Dal 1761 la carica sarà presa da Giovanni Francesco Conty che gestirà le ferriere sia di Stilo sia dell'Assi.

### Descrizione
Nelle Regie ferriere di Stilo come racconta il commissario Cornelio si producevano palle d'artiglieria e nel 1623 ricavavano 4 200 ducati e ne spendevano 3 947. Erano attive solo quattro mesi l'anno.

## Ferriere
Le ferriere  erano le seguenti:
- Acciarera[4] (attiva fino al 1620)
- Arcà di Sopra[4][3]
- Arcà di sotto[3]
- Del Cannicchio del Forno[4]
- Dell'Arme[4] (attiva fino al 1620)
- Maglietto Nuovo[3](sostituisce la ferriera dell'Armi)
- Maglietto Vecchio[3]
- Mulinelle[4] (o Molinella[3])
- Murata[4]
- Nuova[3] (Sostituisce Acciarera)
- San Nicola [3]

## Commissari
- Antonio Corneio (1618-1620)[4][10]
- Don Alonzo Ramirez y Anguelera (1620)[10]
- Geronimo Colucci (? - 1712 e 1724 - ?)[5]

## Partitari
Dalla fine del '600 fino alla metà del '700 le ferriere finiscono in affitto a partitari:
- Iacovo Vecchiano (1674)[5]
- Tiberio Vigliarolo e il sardo Don Antonio Sini (1699)[5]
- Demonico Montuoro (? - 1704)[5]
- Nicola Leca (1704 - ?)[5]
- Lorenzo Belmonte (1720-1724)[5]
- Pompeo Galluppi (1726 - 1730) [5]
- Giuseppe Lamberti (1731 - 1752)[5]

## Governatori
- Giovanni Paolo Carnevale (1637-1638 e 1642-1644)[5]
- Geronimo del Balzo (1650-1654)[5]
- Giuseppe Toraldo (1663)[5]
- Tiberio Vigliarolo (1683-1684)[5][12]
- Domenico Montuoro (1688)[5]
- Martiniano Bono (1695)[5]
- Pompeo Galluppi (1726 - 1730) [5]
- Giuseppe Lamberti (1731 - 1752)[5]
- Costantino Cavallucci(1753-1757)[5][13]

## Capitani
- Fabiano Scoppa (1669)[5][14]